# Biblioteca Nacional i Universitària de Bòsnia i Hercegovina
La Biblioteca Nacional i Universitària de Bòsnia i Hercegovina, (bosnià, croat i serbi: Nacionalna i univerzitetska biblioteka Bosne i Hercegovine / Национална и универзитетска библиотека Босне и Херцеговине, també Vijećnica), abreujadament NUBBiH, és la biblioteca nacional de Bòsnia i Hercegovina, situada a la ciutat de Sarajevo. La biblioteca es va utilitzar originalment com a ajuntament i va ser l'edifici més gran i representatiu del període austrohongarès a Sarajevo.

## Història

### Construcció i ús

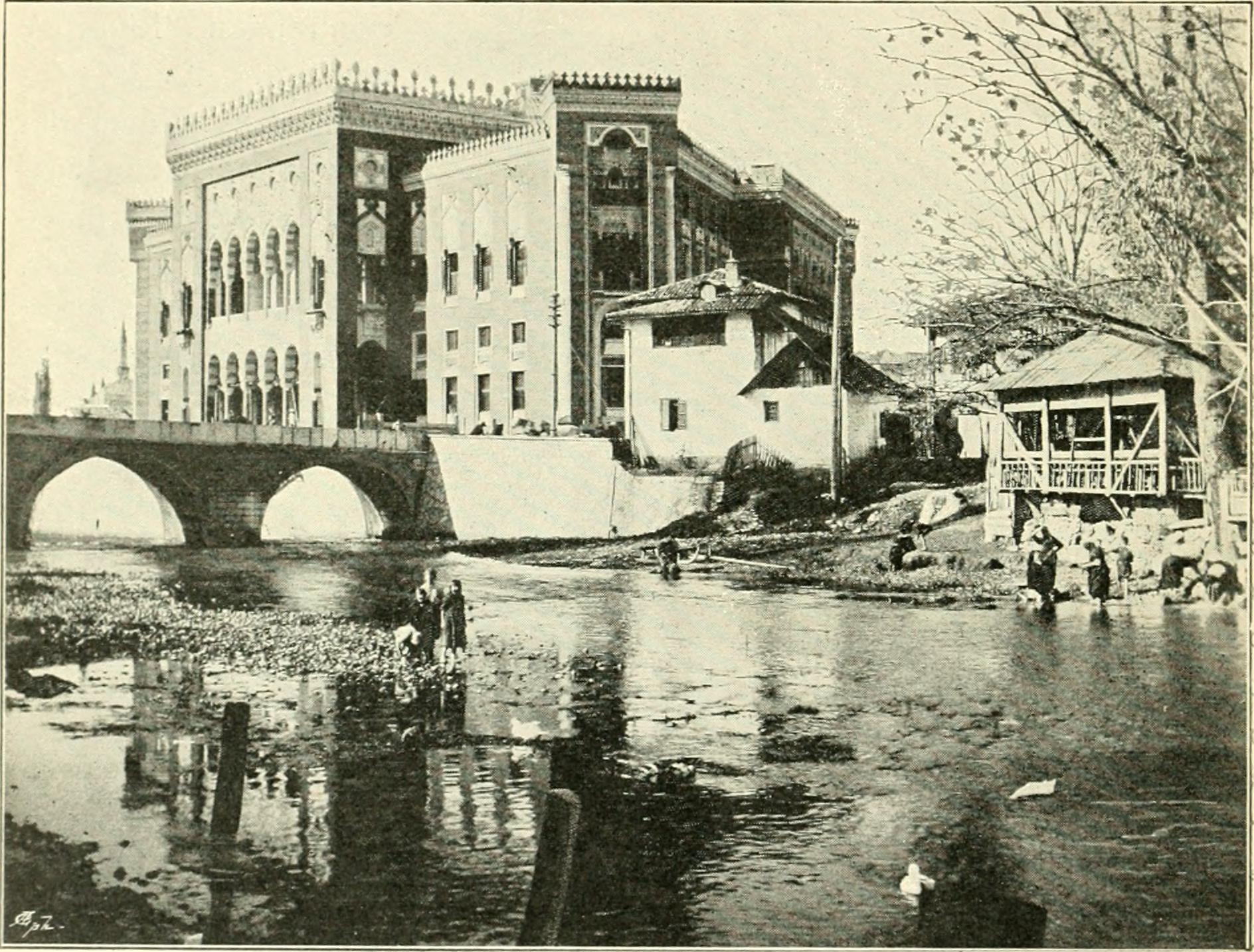
Biblioteca el 1897, gravat

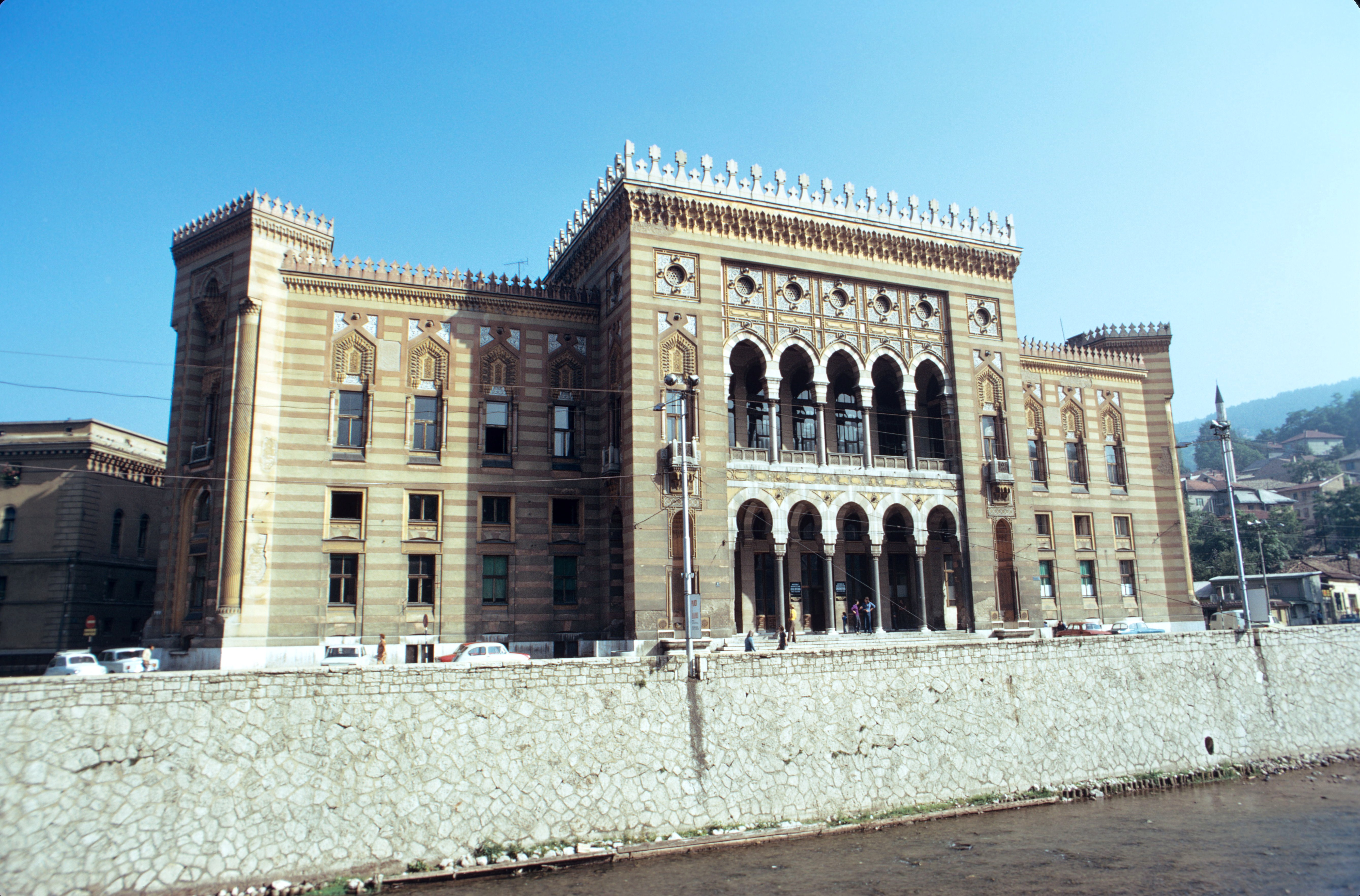
Biblioteca el 1974

El projecte de l'ajuntament va ser desenvolupat el 1891 per l'arquitecte txec Karel Pařík, però les crítiques del ministre baró Béni Kállay el van obligar a deixar de treballar en el projecte. De 1892 a 1893, Alexander Wittek va treballar en el projecte, però va morir el 1894 després d'una greu malaltia a la ciutat de Graz, i la va completar Ćiril Iveković.
L'edifici va ser construït en l'estil neomorisc característic de l'època eclecticista en què es va projectar. Els treballs de construcció van començar el 1892 i es van acabar el 1894. En la construcció es van gastar 984 mil corones austrohongareses, de les quals es van gastar 32 mil corones en equips i dispositius diversos. L'ajuntament es va inaugurar oficialment el 20 d'abril de 1896 i s'hi va traslladar l'administració de la ciutat.
El 1914, l'hereu del tron austrohongarès, l'arxiduc Francesc Ferran d'Àustria, va ser assassinat a la sortida d'aquest edifici, la qual cosa va suposar el començament de la Primera Guerra Mundial. L'edifici va ser utilitzat per les autoritats de la ciutat abans de ser lliurat a la Biblioteca Nacional i Universitària de Bòsnia i Hercegovina el 1949.

### Incendi

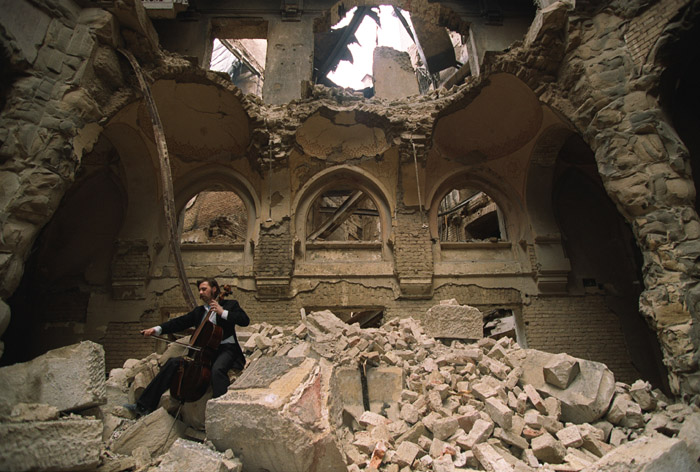
Vedran Smailović toca el violoncel a les ruïnes de la Biblioteca Nacional el 1992

El 25 d'agost de 1992, durant el setge de Sarajevo, membres de l'Exèrcit de la República Sèrbia van bombardejar intensament la biblioteca i hi van calar foc, malgrat que estava senyalitzada amb banderes blaves indicant que era un edifici patrimonial que no s'havia d'atacar. D'altra banda, es van robar uns 700 manuscrits i incunables, així com una col·lecció única d'edicions del renaixement cultural bosnià del segle xix.
Abans de l'atac, la biblioteca tenia 1,5 milions de volums i més de 155 mil manuscrits i manuscrits il·luminats. Els bibliotecaris van salvar 10.000 manuscrits mentre es trobaven sota el foc dels franctiradors serbis, que atacaven qualsevol que s'atansés a l'edifici, i que van matar, com a mínim, una persona. Només es van recuperar del foc 300.000 volums, i la majoria de llibres van cremar.

### Reconstrucció
La reparació estructural de l'edifici estava previst que es realitzés en quatre etapes: primer entre el 1996 i el 1997, finançat per Àustria amb una subvenció de 750.000 d'euros; del 2000 al 2004, finançat amb una subvenció de la Comissió Europea. La tercera etapa va començar el setembre de 2012 i va costar 4.600.000 KM (uns 2.370.000 €). La quarta etapa va començar després de la finalització de la tercera etapa i va durar uns 20 mesos, amb finalització a finals del 2013 i va costar 14 milions de KM (uns 7.230.000 €), finançat per l'ajuda de preadhesió de la Unió Europea. En aquesta etapa es va reconstruir tot l'interior i les peces d'exposició (pintures, escultures, llibres) van ser restaurades. Es va restaurar tot allò que era restaurable, i es van recrear elements perduts mitjançant tecnologies especials. El procés de reconstrucció i restauració costà uns 12 milions d'euros, dels quals la Unió Europea en va finançar nou milions.

### Reobertura
El 9 de maig de 2014, després de la restauració, es va inaugurar la Biblioteca Nacional i Universitària de Bòsnia i Hercegovina amb la participació de l'Orquestra Filharmònica de Sarajevo i Vedran Smailović Un període tan llarg de reconstrucció és una evidència de problemes en el govern del país; a més, els representants dels serbis bosnians no van ser presents a la cerimònia.
Se suposa que l'edifici s'utilitzarà per a esdeveniments protocol·laris de tots els nivells de govern, concerts i exposicions. A més de la funció pròpia de biblioteca, a l'edifici també hi ha una sala de sessions de l'ajuntament.